# Vila Vintém
Vila do Vintém é uma favela localizada entre os bairros de Realengo e Padre Miguel, na Zona Oeste da capital fluminense, Rio de Janeiro. Situada às margens da linha férrea da Estrada de Ferro Central do Brasil, abriga a sede (quadra) da Mocidade Independente e também da Unidos de Padre Miguel, assim como boa parte de seus componentes. Sua principal via chama-se Rua Belisário de Souza, que vai desde o conjunto do IAPI, em Padre Miguel, até Realengo.

## História
A área onde, hoje, Vila Vintém está localizada, era pertencente ao Exército. Os primeiros moradores tiveram que pedir permissão aos policiais militares para construir suas casas, que eram, quase sempre, de estuque e sapê. Não havia esgoto (usava-se sumidouros) e nem luz (a iluminação era através de velas e lamparinas); os fogões eram à lenha e havia apenas algumas “bicas coletivas”, onde os moradores apanhavam água com suas latas.
Em 1940, foi construída a Estação Ferroviária de Moça Bonita, onde, antes havia apenas uma pequena parada do trem na Estrada de Ferro Central do Brasil. Os trabalhadores da estação ferroviária começaram a povoar Vila Vintém, que recebeu esse nome por causa da distância do Centro, e por ser o local, um grande charco de água. Por isso, dizia-se que aquelas terras não valiam “nem um vintém”. 
Os trabalhadores que construíram os apartamentos situados na Rua Marechal Falcão da Frota também vieram morar na favela, que crescia cada vez mais. Havia pouco comércio, apenas algumas mercearias e uma carvoaria; a luz chegou até a associação de moradores de onde era distribuída para toda a favela. O saneamento básico (água encanada e rede de esgoto) chegou no governo de Carlos Lacerda.
Na década de 1950, a Estação de Moça Bonita passou a se chamar "Padre Miguel" (e que acabou dando nome ao bairro), numa homenagem ao sacerdote Miguel de Santa Maria Mochon, que dedicou toda a sua vida à Igreja de Nossa Senhora da Conceição de Realengo. Toda a região de Moça Bonita ficou conhecida como “Padre Miguel”. Os problemas sociais aumentaram com o passar dos anos, e com a falta de presença do Estado nos bairros mais afastados do centro da cidade, Vila Vintém sofreu com o esquecimento e a ausência de políticas públicas para educação, saúde e lazer. Com essa realidade, a favela cedeu ao pequeno tráfico de drogas, que se desenvolveu durante anos na comunidade até o surgimento da Falange Vermelha, que em seguida se tornaria Comando Vermelho, que durante anos passou a dominar as ações do tráfico de drogas na comunidade.

## Celsinho da Vila Vintém
Celso Luís Rodrigues, é um capítulo a parte na história da comunidade. Filho de pais humildes, "Celsinho" começou a formar a sua popularidade no início dos anos 90, quando comandava assaltos a caminhões de carga na Av. Brasil e distribuia parte das mercadorias entre os moradores da Vila Vintém. Com o respeito da comunidade e dos traficantes do Comando Vermelho, logo Celsinho assumiria o controle do tráfico de drogas na favela. Passado os anos sua fama de populista e o estilo "Robin Hood" ganharam notoriedade nos principais veículos de comunicação do País, o Celsinho da Vila Vintém já era um dos maiores traficantes da Cidade, o que levou a ser duramente perseguido pela polícia. Em sua primeira prisão se juntou a Uê (que foi expulso do CV após envolvimento na morte de Orlando Jogador) e a Escadinha (descontente com os rumos da facção) para fundar o ADA (Amigos dos Amigos). Seu nome também ficou marcado pelo envolvimento de Policiais em sua gangue e por ter escapado da morte de maneira até hoje pouco explicada da rebelião de 11 de setembro de 2002, quando sua facção ficou enfraquecida pela morte de Uê, Comandada por Fernandinho Beira-Mar. Hoje Celsinho permanece preso aguardando julgamento de sua progressão de pena e continua tendo o poder da Vila Vintém, que está no comando de seus aliados. No ano de 2008 "Celsinho" da Vila Vintém sofreu o que chamam de "golpe de estado" feito pelo seu genro Marcus Vinícius Martins Vidinhas Junior  conhecido como "Palhaço" que matou 19 pessoas pela disputa do tráfico de drogas. Então expulsando a sua família e dias depois fugiu com dinheiro, armas e drogas

## Localização e acesso
A favela de Vila Vintém está localizada entre 2 bairros: Realengo (onde começa na rua Barão do Triunfo) e Padre Miguel (termina na rua General Gomes de Castro).
Pode-se chegar à favela vindo pela Avenida Brasil (apeando a Estrada da Água Branca, Rua Barão do Triunfo e Rua Lomas Valentina em Realengo; e Rua Jacques Ouriques, Gal. José Faustino,General Gomes de Castro em Padre Miguel). Vindo pela Avenida Santa Cruz (outro lado da linha férrea), atravessa-se os viadutos de Realengo ou Padre Miguel apeando também as ruas Barão do Triunfo ou Gal. Gomes de Castro, onde chega-se as ruas Belizário de Souza e/ou Mesquita, as principais ruas da Vila Vintém.
Fonte: Associação de moradores da Vila Vintém, Centro Cultural e Social da Vila Vintém, Biblioteca Pública de Realengo, Biblioteca Pública de Bangu,Faculdades Simonsem, Universidade Castelo Branco, Centro Histótico de Realengo, Colégio Coronel Corsino do Amarantes e entrevistas com moradores mais antigos da favela.
Trabalho realizado pelos Agentes Comunitários de Saúde da Vila Vintém - Grupo Resgate da Origem.